# Quận Jefferson, Arkansas
Quận Jefferson là một quận thuộc tiểu bang Arkansas, Hoa Kỳ.
Quận này được đặt tên theo. Theo điều tra dân số của Cục điều tra dân số Hoa Kỳ năm 2000, quận có dân số 84.278 người. Quận lỵ đóng ở Pine Bluff.

## Địa lý
Theo Cục điều tra dân số Hoa Kỳ, quận có diện tích 2366 km2, trong đó có 75 km2 là diện tích mặt nước.

### Các xa lộ chính
- Interstate 530
- U.S. Highway 65
- U.S. Highway 79
- U.S. Highway 270
- U.S. Highway 425
- Highway 15
- Highway 31
- Highway 46
- Highway 58
- Highway 81
- Highway 88

### Quận giáp ranh
- Quận Pulaski (tây bắc)
- Quận Lonoke (bắc)
- Quận Arkansas (đông)
- Quận Lincoln (đông nam)
- Quận Cleveland (tây nam)
- Quận Grant (tây)

## Thông tin nhân khẩu

Tháp tuổi theo điều tra dân số năm 2000

Theo điều tra dân số [2] năm 2000, đã có 84.278 người, 30.555 hộ gia đình, và 21.510 gia đình sống trong quận hạt. Mật độ dân số là 95 người trên một dặm vuông (37/km ²). Có 34.350 đơn vị nhà ở với mật độ trung bình là 39 trên một dặm vuông (15/km ²). Cơ cấu điểm chủng tộc của dân cư quận gồm 49,58% da đen hay Mỹ gốc Phi, 48,46% người da trắng, 0,24% người Mỹ bản xứ, 0,66% châu Á, Thái Bình Dương 0,04%, 0,26% từ các chủng tộc khác, và 0,76% từ hai hoặc nhiều chủng tộc. 0,96% dân số là người Hispanic hay Latino thuộc một chủng tộc nào.
Có 30.555 hộ, trong đó 33,10% có trẻ em dưới 18 tuổi sống chung với họ, 47,40% là đôi vợ chồng sống với nhau, 18,80% có nữ hộ và không có chồng, và 29,60% là các gia đình không. 26,20% hộ gia đình đã được tạo ra từ các cá nhân và 10,60% có người sống một mình 65 tuổi hoặc lớn tuổi hơn là người. Cỡ hộ trung bình là 2,59 và cỡ gia đình trung bình là 3.13.
Trong quận cơ cấu độ tuổi dân cư được trải ra với 26,30% dưới độ tuổi 18, 10,80% 18-24, 27,80% 25-44, 22,10% từ 45 đến 64, và 12,90% từ 65 tuổi trở lên người. Độ tuổi trung bình là 35 năm. Đối với mỗi 100 nữ có 95,90 nam giới. Đối với mỗi 100 nữ 18 tuổi trở lên, đã có 93,40 nam giới.
Thu nhập trung bình cho một hộ gia đình trong quận đạt 31.327 USD, và thu nhập trung bình cho một gia đình là 38.252 USD. Phái nam có thu nhập trung bình 31.848 USD so với 21.867 USD của phái nữ. Thu nhập bình quân đầu người là 15.417 USD. Có 16,00% gia đình và 20,50% dân số sống dưới mức nghèo khổ, bao gồm 29,60% những người dưới 18 tuổi và 17,80% của những người 65 tuổi hoặc hơn.